# Elthusa arnoglossi
Elthusa arnoglossi is een pissebed uit de familie Cymothoidae. De wetenschappelijke naam van de soort is voor het eerst geldig gepubliceerd in 2006 door Trilles & Justine.